# Lachy Hulme
Lachlan Stewart Hulme, meglio noto come Lachy Hulme (Melbourne, 1º aprile 1971), è un attore australiano.

## Biografia
Esordisce nella seconda metà degli anni novanta alcune piccole parti nella TV e cinema australiani. Nel 2003 interpreta Sparks, un membro dell'equipaggio della Logos, nei film Matrix Reloaded e Matrix Revolutions, riprendendone il ruolo nel videogioco Enter the Matrix tramite motion capture. In seguito a quest'esperienza si trasferisce a Los Angeles per cercare una carriera ad Hollywood, ma, dopo 18 mesi infruttuosi e ormai senza più un soldo, decide di fare ritorno in Australia. Anni dopo, dichiarerà a proposito:
«Una delle cose che ho trovato più inquietante della cultura [losangelina di Hollywood] è questo desiderio incessante di organizzare incontri con persone nei quali non si conclude nulla, né emerge alcuno scopo»
Durante questo periodo, un incontro col produttore Charles Roven fa scaturire una serie di speculazioni su forum online di cinema, poi riprese da vari siti d'informazione, che sostenevano che Hulme stesse per ottenere il ruolo del Joker ne Il cavaliere oscuro, poi andato al suo compatriota Heath Ledger: in seguito alla notizia del casting di quest'ultimo, Hulme ha negato di essere mai stato in lizza per la parte o di aver avuto contatti col regista Christopher Nolan, al contrario di quanto riportato dai media.
Tornato in Australia, interpreta Macduff a fianco di Sam Worthington nel film Macbeth - La tragedia dell'ambizione (2006). La sua carriera giunge ad una svolta però grazie a due ruoli televisivi, quello di uno spin doctor del Primo Ministro australiano nella serie comica di ABC1 The Hollowmen (2008), ma soprattutto quello di un primario di ostetricia nel medical drama di Channel 10 Offspring (2010–17). Hulme, che fino a quel momento era stato attivo prevalentemente al cinema, è divenuto da allora un volto noto della TV australiana.
È noto al pubblico in patria per le sue performance trasformiste e mimetiche: per il ruolo di un eccentrico promoter nel film BoyTown (2006), Hulme è ingrassato di 25 chili in tre settimane, si è tinto i capelli di arancione, rasandosene una parte per simulare l'alopecia, e si è sottoposto a una permanente alle radici. Nel solo 2011, ingrassato nuovamente di 20 chili per la miniserie TV Beaconsfield, è prontamente dimagrito per rivestire i panni del suo personaggio in Offspring, per poi interpretare qualche mese più tardi i tycoon Kerry e Franck Packer in due miniserie, dovendo quindi recuperare tutto il peso perduto e sottoponendosi inoltre a un temporaneo intervento di chirurgia plastica alle labbra per assomigliare ulteriormente a Kerry Packer negli anni settanta. Per la seconda delle miniserie, Power Games: The Packer-Murdoch Story (2013), ha vinto un Logie e un AACTA Award come miglior attore televisivo dell'anno.
Questa sua capacità ha fatto sì che lui recitasse come due diversi personaggi nel film Furiosa: A Mad Max Saga (2024): scelto inizialmente per interpretare un cattivo secondario, Rizzdale Pell, il regista George Miller ha poi assegnato a Hulme anche il ruolo di Immortan Joe, l'antagonista mascherato del precedente Mad Max: Fury Road (2015), siccome il suo attore Hugh Keays-Byrne era morto nel 2020. Originariamente Miller aveva pensato di sostituire Keays-Byrne semplicemente con una controfigura, ma è stato positivamente colpito dall'abilità di Hulme di replicare la voce, il portamento e il cipiglio dell'attore e gli ha offerto la parte a riprese iniziate.

## Filmografia parziale

### Cinema
- Missione coccodrillo (The Crocodile Hunter: Collision Course), regia di John Stainton (2002)
- Matrix Reloaded (The Matrix Reloaded), regia di Lana e Lilly Wachowski (2003)
- Matrix Revolutions (The Matrix Revolutions), regia di Lana e Lilly Wachowski (2003)
- Macbeth - La tragedia dell'ambizione (Macbeth), regia Geoffrey Wright (2006)
- Killer Elite, regia di Gary McKendry (2011)
- Tremila anni di attesa (Three Thousand Years of Longing), regia di George Miller (2022)
- Furiosa: A Mad Max Saga, regia di George Miller (2024)

### Televisione
- Blue Heelers - Poliziotti con il cuore (Blue Heelers) – serie TV, episodi 5x16-5x17 (1998)
- Rush – serie TV, episodio 2x05 (2009)
- The Secret River – miniserie TV, 2 puntate (2015)
- Preacher – serie TV, 4 episodi (2019)

### Videogiochi
- Enter the Matrix (2003)

## Doppiatori italiani
Nelle versioni in italiano delle opere in cui ha recitato, Lachy Hulme è stato doppiato da:
- Pasquale Anselmo in Killer Elite
- Paolo Sesana in Macbeth - La tragedia dell'ambizione
- Luca Ward in Missione coccodrillo
- Andrea Lavagnino in Furiosa: A Mad Max Saga